# 聯合國安全理事會第242號決議
《联合国安理会242号决议》是联合国安全理事会于1967年11月22日在第1382次会议上一致通过的一项决议，是由英国提案的。该决议援引联合国宪章第二条，要求以色列撤离其在第三次中东战争中占领的领土，各方立即停战，并保证苏伊士运河等国际航道的畅通。